# MyGenetics
MyGenetics es una empresa rusa de biotecnología dedicada al desarrollo y la realización de pruebas de ADN en el campo de la nutrición, los deportes, la cosmética y la salud.

## Historia
La compañía se estableció en el 2013 y, luego de pasar la selección de expertos, se convirtió en residente de la incubadora de empresas del Novosibirsk Technopark.
El Fondo de Desarrollo de Iniciativas de Internet ha invertido alrededor de 1,4 millones de rublos en el proyecto.
MyGenetics se dedica al desarrollo de las pruebas de ADN, a la interpretación de sus resultados y a hacer recomendaciones en la dirección de la nutrición, los deportes, la cosmetología y la salud. El desarrollo de la tecnología de prueba en el campo de la genética personal se llevó a cabo conjuntamente con el Instituto de Biología Química y Medicina Fundamental del SB RAS.
Desde 2016, MyGenetics ha sido residente del Parque Tecnológico de Novosibirsk . En el mismo año, MyBaby y MyBeauty desarrollaron pruebas de ADN en la exposición internacional "Thessaloniki International Fair".
En 2017, la empresa abrió una oficina de representación en Perú.
En 2018, la compañía lanzó su propio laboratorio de diagnóstico clínico, en el que realiza todas las investigaciones.
MyGenetics es un socio científico de la Unión Rusa de Dietólogos, Nutricionistas y Especialistas de la Industria Alimentaria, así como de la Unión de Pediatras de Rusia.
La compañía participó en varias exposiciones internacionales: el Congreso Iberoamericano de Nutrición (Perú, 2017), la Exposición Internacional de Perfumería y Cosmética Intercharm (Moscú), la exposición internacional "Estilo de Vida Saludable" en el marco del foro internacional "Semana de la Atención de la Salud de Rusia" (Moscú, 2017) y otros.

## Premios
- Medalla de oro del Centro de Exposiciones de toda Rusia como el mejor proyecto innovador (2014).
- El ganador del concurso "100 mejores empresas y organizaciones de Rusia en el campo del estilo de vida saludable y la longevidad activa" en la nominación "El mejor proyecto para la innovación" (2017).
- El Premio Golden Mercury en la nominación "La mejor pequeña empresa en el campo de las actividades de innovación" (2017).